# Det Joniske Hav
Det Joniske Hav er den del af Middelhavet, der ligger mellem Italien, Albanien og Grækenland.
I nord går Det Joniske Hav over i Adriaterhavet ved Otrantostrædet, og i syd ligger det op mod Middelhavet mellem sydspidsen af Peloponnes og Siciliens sydspids.
I Det Joniske Hav ligger De Joniske Øer. Alle de større øer tilhører Grækenland. De mest betydelige er Korfu, Zakynthos, Kefallinia, Ithaka og Lefkada. Der går færge mellem Patras og Igoumenitsa i Grækenland og Brindisi og Ancona i Italien. Færgerne krydser øst og nord for det Joniske Hav, og fra Piræus vestover.
Det dybeste sted i Middelhavet, Calypsodybet der er 5.267 meter dybt, ligger i det Joniske Hav ved 36°34′0″N 21°8′0″Ø / 36.56667°N 21.13333°Ø.

## Seismisk aktivitet
Det Joniske Hav seismisk aktivitet og har været centrum for flere større jordskælv. Det seneste kraftige jordskælv i det Joniske Hav fandt sted i 1953, hvor et jordskælv, der målte 6,2 på Richterskalaen forårsagede omfattende ødelæggelser på øerne Kefallonia, Zakynthos og Ithaka